# بریتانی چمبرز
بریتانی چمبرز (انگلیسی: Brittany Chambers؛ زادهٔ ۳ آوریل ۱۹۹۱) بازیکن بسکتبال اهل ایالات متحده آمریکا است.